# Erioptera femoraatra
Erioptera femoraatra là một loài ruồi trong họ Limoniidae. Chúng phân bố ở miền Tân bắc.